# Бакли, Фрэнк
Фра́нклин Чарльз Ба́кли (англ. Franklin Charles Buckley; 9 ноября 1882, Эрмстон, Ланкашир — 21 декабря 1964, Уолсолл), более известный как Фрэнк Бакли или Майор Фрэнк Бакли (англ. Major Frank Buckley) — английский футболист и футбольный тренер.

## Ранние годы
Фрэнк Бакли родился в Эрмстоне (графство Ланкашир) в семье сержанта Британской армии Джона Бакли. Образование получил в католической школе святого Франциска Ксаверия в Ливерпуле. В детстве увлекался многими видами спорта, но не рассчитывал, что будет заниматься спортом профессионально. В 1898 году окончил школу и стал работать офисным клерком. В то же время он стал членом 1-го добровольческого батальона Манчестерского полка. 24 февраля 1900 года 17-летний Фрэнк поступил на службу в Британскую армию, во 2-й батальон Королевского полка Ливерпуля, подписав 12-летний армейский контракт. Ожидалось, что он примет участие в англо-бурской войне. В Южную Африку, однако, его не отправили. Вместо этого он три года служил в Ирландии, став сначала капралом (в сентябре 1900 года), а потом младшим сержантом. Также он получил звание инструктора по гимнастике первого класса. Проходя службу в армии, играл в футбол, крикет и регби. Особенно его спортивный талант проявлялся в игре в футбол. Он выступал за команду Королевского полка Ливерпуля и сыграл за неё в финале Ирландского кубка против команды Ланкаширских стрелков. Его заметил скаут футбольного клуба «Астон Вилла» и порекомендовал отправиться в Англию на просмотр.

## Футбольная карьера
Бакли последовал совету скаута «Астон Виллы», заплатив 18 фунтов за прекращение своей службы в армии, и поехал в Бирмингем на просмотр к Джорджу Рэмзи. Просмотр завершился успешно, и в 1903 году Бакли стал игроком «Астон Виллы». Однако из-за высокой конкуренции за основной состав так и не сыграл. Год спустя он переехал в Брайтон, где стал игроком клуба «Брайтон энд Хоув Альбион».
В июне 1906 года Бакли перешёл в «Манчестер Юнайтед». Бакли играл на позиции центрального хавбека, основным игроком на которой был Чарли Робертс. Фрэнку было тяжело пробиться в основной состав «Юнайтед» и большую часть времени он играл за резерв. В основном составе в сезоне 1906/07 он сыграл лишь 3 матча. В том сезоне произошёл инцидент с одноклубником Бакли по «Юнайтед». 8 апреля 1907 года в матче резервного состава «Манчестер Юнайтед» против «Сент-Хеленс Таун» Томми Блэксток потерял сознание после удара мяча головой. Фрэнк Бакли, находившийся рядом, помог перенести его в раздевалку. Однако Блэксток вскоре скончался, не приходя в сознание. Было проведено расследование по установлению причин смерти футболиста. Согласно официальному заключению, Блэксток умер из-за «естественных причин». Фрэнк Бакли усомнился в этом заключении, полагая, что причиной смерти мог стать инфаркт или апоплексический удар.
31 августа 1907 года Бакли перешёл в другой клуб из Манчестера, «Манчестер Сити». В «Сити» он провёл один сезон, сыграв 11 матчей в чемпионате.
В 1909 году стал игроком «Бирмингем Сити». За «Бирмингем» он выступал уже более регулярно, сыграв 55 матчей и забив 4 гола за два сезона.
В мае 1911 года Бакли перешёл в «Дерби Каунти», выступавший во Втором дивизионе. Бакли и лучший бомбардир клуба Стив Блумер сыграли важную роль в победе «Дерби Каунти» во Втором дивизионе и выходе команды в Первый дивизион. Один из футбольных журналистов так описал Фрэнка Бакли: «высокий, крепко сложенный, стержневой, трудолюбивый и мощный при атаке».
14 февраля 1914 года Бакли сыграл свой первый и единственный в карьере матч за национальную сборную Англии, в котором англичане проиграли ирландцам со счётом 3:0.
Сыграв 92 матча и забив 3 гола за «Дерби Каунти», Бакли перешёл в «Брэдфорд Сити» в мае 1914 года. Он провёл за команду лишь 4 матча, после чего официальные соревнования в Англии были прерваны из-за войны.

## Участие в войне
12 декабря 1914 года Уильям Джойнсон Хикс основал 17-й сервисный (футбольный) батальон полка графства Мидлсекс. Этот батальон стал известен как Футбольный батальон. Согласно Фредерику Уоллу, секретарю Футбольной ассоциации, Бакли стал первым участником этого батальона. Первым командиром батальона был Генри Фенуик. Так как Бакли уже имел опыт службы в армии, он получил в батальоне звание лейтенанта, а впоследствии и майора.
За несколько недель 17-й батальон был полностью укомплектован до 600 человек. Лишь немногие из них были футболистами: большинство были местными рекрутами, которые хотели служить в одном батальоне со своими футбольными кумирами. В батальоне было много болельщиков «Челси» и «Куинз Парк Рейнджерс», которые хотели служить вместе с Вивьеном Вудвордом и Эвелином Линтоттом.
К марту 1915 года в батальон вступило 122 профессиональных футболиста, включая основную команду клуба «Клэптон Ориент» в полном составе. Но это было лишь 122 человека из 1800 профессиональных футболистов. Футбольная ассоциация выступила с обращением ко всем профессиональным футболистам, которые не были женаты, вступить в ряды вооружённых сил. Некоторые газеты написали, что те, кто не откликнулся на этот призыв, «помогают победе немцев». Газета The Athletic News ответила на эти сообщения: «Вся эта агитация — не что иное, как попытка правящих классов помешать отдыху широких масс, на который приходится один день в неделю… Какое им дело до спорта бедняков? Бедняки тысячами отдают свои жизни за свою страну. Во многих случаях у них больше ничего не осталось… И они должны, согласно узкой клике опасных снобов, быть лишены единственного развлечения, которое они имели более тридцати лет».
15 января 1916 года Футбольный батальон вышел на линию фронта. В течение последующих двух недель в траншеях батальон потерял 4 человек убитыми и 33 — ранеными, включая Вивьена Вудворда, получившего осколочное ранение ноги гранатой. Ординарец майора Бакли, Томас Брюэр, ранее игравший за «Куинз Парк Рейнджерс», был убит немецким снайпером. Бакли был настолько опечален смертью Брюэра, что пообещал оплатить обучение трёх детей погибшего товарища.
В июле 1916 года Футбольный батальон понёс большие потери в битве на Сомме. Среди потерь был игрок сборной Англии Эвелин Линтотт. Майор Фрэнк Бакли был тяжело ранен во время наступательной операции, когда шрапнель попала ему в грудь и пробила лёгкие. Джордж Пайк, игравший за «Ньюкасл Юнайтед», позднее написал: «Мимо траншеи прошёл отряд с носилками, они спросили, нет ли раненых, после чего взяли майора Бакли. Он был так сильно ранен, что, казалось, не доживёт до пункта эвакуации».
Бакли переправили в военный госпиталь в Кенте, где ему провели операцию и вынули шрапнель из груди. Однако из-за ранений лёгких Бакли больше не мог играть в футбол.
В январе 1917 года майор Бакли вернулся на Западный фронт. Футбольный батальон атаковал позиции немцев у Аргенвилля. Бакли «упоминается в донесениях» как проявивший отвагу во время рукопашных боёв во время наступления. После того, как немцы использовали отравляющий газ в этой битве, что плохо сказалось на здоровье Бакли из-за его повреждённых лёгких, он был отправлен в Великобританию для лечения.

## Тренерская карьера

### «Норвич Сити»
В 1919 году Фредерик Уолл, секретарь Футбольной ассоциации, предложил майору Фрэнку Бакли стать главным тренером клуба «Норвич Сити». Бакли согласился. Ещё в «Норвиче» он получил репутацию тренера, открывающего молодые футбольные таланты. Во многом это было связано с обширными связями Бакли в армейских кругах, когда старые друзья и приятели рекомендовали Фрэнку талантливых молодых игроков из-за всех уголков Британии. Бакли создал целую сеть скаутов по всей стране, причём все его скауты были в прошлом футболистами и хорошо видели талант в молодых игроках. Так, будучи тренером «Норвич Сити», Бакли обнаружил Сэмма Дженнингса, шахтёра, игравшего за любительский «Башфорд Юнайтед». Однако из-за серьёзных финансовых проблем клуб вынужден был продать Дженнигса в «Мидлсбро» за 2500 фунтов. В марте 1920 года Футбольная лига незаконно обратилась к одному из молодых игроков Бакли. Совет директоров «Норвич Сити» отказался подавать официальную жалобу в Футбольную ассоциацию, после чего Бакли в знак протеста подал в отставку.

### «Блэкпул»
В течение трёх последующих лет Фрэнк Бакли работал коммивояжёром на компанию Maskell’s, производителя кондитерских изделий из Лондона. По работе он много путешествовал по всей Англии. В 1923 году во время одной из поездок в поезде он встретил Альберта Харгривза, директора футбольного клуба «Блэкпул». Тот организовал встречу между Бакли и президентом «Блэкпула» Линдсей Паркинсоном, после чего Бакли был назначен главным тренером клуба, на тот момент выступавшего во Втором дивизионе.
Первым решением Бакли в клубе стала смена цветов клубной формы. Отныне игроки «Блэкпула» стали выступать в футболках оранжевого цвета. Бакли хотел, чтобы клуб отныне был «ярким и живым», и что смена клубных цветов означала «новую эру». Он сам разработал дизайн футболки.
В первом сезоне Бакли в клубе «Блэкпул» завершил чемпионат на 4-м месте. Ключевым игроком команды был Гарри Бедфорд, лучший бомбардир страны с 34 голами. Однако в 1925 году он перешёл в «Дерби Каунти» за 3000 фунтов. За замену Бедфорду Фрэнк Бакли приобрёл Уильяма Тремеллинга. Он дебютировал за команду в марте 1925 года в матче против «Манчестер Юнайтед». Однако в следующем сезоне он сломал ногу и выбыл из строя до сезона 1926/27. Вернувшись в команду в сезоне 1926/27, Тремеллинг забил 30 голов в 26 матчах чемпионата.
Бакли уделял большое внимание физическому состоянию своих игроков. Он давал строгие инструкции, что его футболисты могли пить и есть, также они должны были рано ложиться спать за два дня до матчей и не общаться с посторонними в течение этих двух дней. Бакли нанял в штат физиотерапевтов и стал известен как тренер, который быстро возвращает травмированных игроков к игре.

### «Вулверхэмптон Уондерерс»
В мае 1927 года Фрэнк Бакли был назначен главным тренером клуба «Вулверхэмптон Уондерерс». Он продолжал использовать собственные тренерские методики, включающие детальное расписание дня для футболистов, строгий запрет на курение, на «выход в свет» перед матчами, специальные упражнения. Бакли уведомил местную общественность о своих правилах и попросил уведомлять его, если футболисты были замечены в их нарушении.
В 1927 году Бакли приобрёл крайнего хавбека Даи Ричардса из «Мертир Таун», центрального хавбека Рега Холлингсуорта из «Саттон Джанкшн», левого крайнего полузащитника Билли Барраклафа из «Халл Сити» и нападающих Билли Хартилла «Ройал Хорс Артиллери» и Чарли Филлипса из «Эббу Вейл».
Вратарь «Вулверхэмптон Уондерерс» Ноэл Джордж в 1928 году завершил карьеру, а в следующем году умер из-за болезни дёсен. Бакли был убеждён, что болезнь и смерть Джорджа наступили из-за плохой установки зубных протезов. После этого он требовал, чтобы все его игроки, носящие протезы, каждые полгода обследовались у дантиста.
12 января 1929 года «волки» уступили скромному клубу «Мансфилд Таун» в третьем раунде Кубка Англии. Бакли был настолько разгневан поражением команды от аутсайдера, что заставил своих игроков сделать тренировочный пробег по центру Вулвергемптона в людный день.
В сезоне 1929/30 Билли Хартилл забил 33 гола в 36 матчах, включая 5 голов в ворота «Ноттс Каунти» на «Молинью». Несмотря на это, «волки» финишировали в лиге лишь на 9-м месте. В следующем сезоне «Вулверхэмптон» занял 4-е место во Втором дивизионе. Билли Хартилл вновь стал лучшим бомбардиром команды с 30 голами в 39 матчах. В 1931 году Бакли приобрёл Тома Смэлли, шахтёра из любительской команды «Саут-Кирби Коллиери», который впоследствии стал важным игроком основного состава. В сезоне 1931/32 «Вулверхэмптон Уондерерс» занял 1-е место во Втором дивизионе, забив 115 голов в лиге. Хартилл забил 30 голов, включая хет-трики против «Плимут Аргайл», «Бристоль Сити», «Саутгемптона» и «Олдем Атлетик»; ещё 18 голов забил Чарли Филлипс. В этой команде, ставшей чемпионами Второго дивизиона, только один игрок не был подписан Фрэнком Бакли. Местная пресса крайне высоко отзывалась о главном тренере «Вулверхэмптона». Цитата из газеты Wolverhampton Express and Star: «Своей потрясающей работой с „волками“ он доказал, что является футбольным тренером номером один в стране… На стадионе „Молинью“ он доказал, что отлично разбирается в игроках. Его умение находить молодые таланты является непревзойдённым… он создал команду, которая теперь будет играть в высшем дивизионе».
В августе 1933 года Бакли приобрёл нападающего Брина Джонса из «Абераман Атлетик» за 1500 фунтов. В своём первом сезоне в клубе он забил 10 голов в 27 матчах. Билли Хартилл продолжал забивать голы, завершив сезон с 33 забитыми мячами, включая «покер» в ворота «Хаддерсфилд Таун» и два хет-трика в ворота «Блэкберн Роверс» и «Дерби Каунти». Сезон 1934/35 команда завершила на 15-м месте в Первом дивизионе. При этом сильно выросла посещаемость домашних матчей команды, и совет директоров объявил о завершении сезона с прибылью в размере 7610 фунтов.
В 1934 году Бакли подписал Стэна Каллиса. Каллис позднее заметил: «Майор Бакли, по-видимому, очень быстро решил, что я могу стать капитаном». Когда Каллису было ещё 18 лет, Бакли сказал ему, что однажды сделает его капитаном команды, если он будет слушать его советы и следовать им. Также в 1934 году в команду перешли Джимми Аттерсон, вратарь из ирландского клуба «Гленавон» (сыграл за клуб 12 матчей, после чего умер от травмы головы, полученной в игре против «Мидлсбро»), фланговый нападающий Билли Ригглзуорт из «Честерфилда» и полузащитник Том Гэлли из «Ноттс Каунти». В сезоне 1934/35 «Вулверхэмптон» финишировал на 17-м месте в Первом дивизионе, выиграв только 15 из 42 матчей. Билли Хартилл вновь стал лучшим бомбардиром с 33 мячами.
В 1935 году Бакли подписал вратаря Алекса Скотта из «Бернли» за 1250 фунтов и продал в «Эвертон» любимца болельщиков Билли Хартилла. Также он продал Чарли Филлипса в «Астон Виллу» за 9000 фунтов. Некоторые журналисты предполагали, что Бакли и совет директоров «Вулверхэмптона» больше обеспокоены получением прибыли, а не успехами в чемпионате. В сезоне 1935/36 команда заняла 15-е место.

### «Халл Сити»
В мае 1946 года Бакли стал главным тренером клуба Третьего дивизиона «Халл Сити». Сезон 1947/48 «Халл» завершил на 5-м месте.

### «Лидс Юнайтед»
В мае 1948 года Бакли был назначен главным тренером «Лидс Юнайтед», выступавший во Втором дивизионе. В том же году он подписал молодого игрока Джона Чарльза, впоследствии ставшего легендой клуба. Бакли позднее вспоминал: «Никогда не забуду то утро, когда я впервые встретил Джона Чарльза. Я сидел в своём офисе, когда в моей кабинет привели этого гиганта. Он сказал мне, что ему 15 лет. Он был ростом в 6 футов и весил более 11 стоунов».
Также в заслугу Бакли в «Лидс Юнайтед» ставят то, что он разглядел талант молодого Джека Чарльтона и ввёл его в основной состав.
Бакли был тренером «Лидса» на протяжении пяти сезонов, но не смог вывести «Лидс» в Первый дивизион. В апреле 1953 года он покинул «Элланд Роуд».

### «Уолсолл»
Весной 1953 года Бакли стал главным тренером клуба «Уолсолл». На тот момент ему было 70 лет. Хотя он всё ещё чувствовал в себе «много энергии», его знаменитая сеть скаутов распадалась, так как «скауты старели и выходили на пенсию». В сезоне 1953/54 «Уолсолл» занял последнее место в Третьем дивизионе, а в следующем году Фрэнк Бакли завершил тренерскую карьеру и вышел на пенсию.

## После завершения карьеры
После ухода из футбола Фрэнк Бакли продолжал жить в Уолсолле. 22 декабря 1964 года он умер от сердечного приступа в своём доме на Меллиш-Роуд в Уолсолле. Прощание с ним прошло в Вулвергемптоне, тело было кремировано, а прах развеян на Малверн-Хиллз.

## Память
В апреле 2015 года Фрэнк Бакли был посмертно награждён престижной наградой Футбольной лиги за «вклад в футбол лиги». Награду получил правнук Фрэнка Бакли Крис Джонс. Председатель Футбольной лиги, Грег Кларк, заявил: «Личная жертва, принесённая майором Фрэнком Бакли в Первую мировую войну и его достижения в качестве игрока и выдающегося тренера выделяют его как в высшей степени достойного победителя в этой номинации. В прошлом декабре исполнилось 50 лет, как его нет с нами, и через эту награду, надеемся, мы сможем сохранить память о нём».